# Nannophlebia axiagastra
Nannophlebia axiagastra is een libellensoort uit de familie van de korenbouten (Libellulidae), onderorde echte libellen (Anisoptera).
De wetenschappelijke naam Nannophlebia axiagastra is voor het eerst geldig gepubliceerd in 1933 door Lieftinck.